# Opisthograptis swanni
Opisthograptis swanni är en fjärilsart som beskrevs av Louis Beethoven Prout 1923. Opisthograptis swanni ingår i släktet Opisthograptis och familjen mätare. Inga underarter finns listade i Catalogue of Life.